# シダックス
シダックス株式会社（英語: SHiDAX CORPORATION）は、外食産業、学校給食・企業食堂の給食（コントラクト）事業を展開する持株会社である。キャッチコピーは「MOTHER FOOD SHIDAX」、「SHIDAX Please!」。オイシックス・ラ・大地の子会社。
かつては「レストランカラオケ SHIDAX」としてカラオケボックス事業も行っていたが、郊外型の大型店（ロードサイド店舗）を主に展開していたため不採算店舗が増えたこと、飲酒運転の厳罰化、低価格カラオケ店の台頭や一人カラオケ（ヒトカラ）の流行により客単価が低下したことなどにより、「カラオケ館」を運営するB&Vに事業を売却し、シダックスグループとしてはカラオケ事業から撤退した（但し、現在もシダックス・コミュニティーの社名は残っており、一部のカラオケボックスにも、引き続き、シダックスの名前は残っている=事実上ライセンス契約同義）。

## 沿革
- 1959年1月5日 - 志太勤が創業[5]。
- 1960年5月11日 - 東京都調布市に学校・企業食堂の給食事業を運営する「富士食品工業」（現：シダックスフードサービス）を設立[5]。なお、会社ではこの日をシダックスグループの創立日としている[5]。
- 1964年 - 社名を「フジフード」に改称。東京オリンピック運営スタッフの食事提供業務を受託[5]。
- 1967年4月 - 東京都調布市に「フジ調理師専門学校」を開校（1987年10月「志太学園調理師学校」に改称、2001年3月閉校）[5]。
- 1970年3月 - 大阪万博の警備員食堂と見学者用レストランの業務を受託[5]。
- 1974年12月 - 本社を東京都新宿区へ移転[5]。
- 1975年 - 社名を「キャフトフードサービス」に変更。
- 1986年7月 - 社名を「シダコーポレーション」に変更。
- 1991年
  - 1月 - 売店とコンビニエンスストア事業を運営する「コンビニエンスシダックス」（現・シダックスアイ）設立[5]。
  - 10月 - 東京都内にレストランカラオケの実験店をオープン[5]。
- 1993年
  - 8月 - レストランとカラオケボックスを一体化したレストランカラオケ事業を主体とする「シダックス・コミュニティープラーザ」（現：シダックス・コミュニティー）を設立[5]。
  - 12月 - レストランカラオケ第1号店を、東京都立川市栄町にオープン[5]。
- 1994年6月 - 社名を「シダックス」に変更。
- 1995年9月 - 本社を再び東京都調布市へ移転[5]。
- 1996年4月 - シダックス（現：シダックスフードサービス）株式を店頭登録[5]。公式ウェブサイトを開設[5]。
- 1998年10月 - 社名を「シダックスフードサービス」に変更[5]。
- 1999年
  - 9月 - 東京都内のレストランカラオケ2店舗で「シダックスカルチャークラブ」事業開始[5]。
  - 12月 - シダックス・コミュニティー株式を店頭登録[5]。
- 2000年
  - シダックスフードサービス、シダックス・コミュニティーの両社を、持株会社「シダックス」へ株式移転する契約を締結。
  - 7月 - 本社を再び東京都新宿区へ移転[5]。
- 2001年4月 - 持株会社「シダックス」を設立し、その株式を店頭登録[5]。
- 2003年4月 - 東急百貨店から株式会社レストランモンテローザ（白木屋を展開するモンテローザとは別法人）の全株式を取得（同年10月「シダックスレストランマネジメント」へ社名変更、現：シダックスフードサービス）[5]。
- 2004年5月 - 本社を東京都渋谷区へ移転[5]。
- 2007年
  - 3月 - 株式公開買い付け （TOB）により、大新東を連結子会社とする[5]。
  - 6月24日 - 子会社シダックスフードサービスの北海道旭川市の事業所が24日付で同市保健所から営業停止命令を受ける。[6]
- 2008年3月 - 大新東が上場廃止、シダックスの完全子会社となる[5]。
- 2009年5月 - ローソンと業務提携[5]。
- 2010年5月11日 - 会社設立50周年を迎える[5]。
- 2012年
  - 7月～8月 - ロンドンオリンピックの日本選手団の拠点において、食事提供と厨房設計業務を受託[5]。
  - 8月 - カルチャークラブ運営を主体とする「シダックス・スポーツ&カルチャー」を設立[5]。
- 2013年
  - 1月13日 - 連結子会社シダックス・コミュニティーが運営する中伊豆ワイナリー・シャトー・ティーエス「テラスカフェ・カルフォルニア」（静岡県伊豆市）で、ノロウィルスによる食中毒事故が発生。[7]
- 2014年
  - 2月 - ソチオリンピックの日本選手団の拠点において、食事提供と厨房設計業務を受託[5]。
  - 9月 - 韓国の仁川広域市で開催された第17回アジア競技大会で、日本選手団の拠点での食事提供を受託[5]。
- 2018年
  - 5月30日 - 「カラオケ館」などを運営するB&Vと資本・業務提携を締結[8][3]。シダックス・コミュニティーの株式81%をB&Vへ譲渡し、シダックス・コミュニティーはグループから離脱[8][3]。シダックスグループはカラオケ事業から撤退し、給食事業に集中する[3][4]。
  - 6月1日 - シダックスフードサービスが「シダックスコントラクトフードサービス」へ社名変更[9]。また新法人として「シダックスフードサービス」を設立。
- 2020年
  - 2月27日 - 調剤薬局・ドラッグストアを運営するアインホールディングスと業務提携を締結[10][11]。
  - 3月31日 - シダックスアイの全株式をアインホールディングスへ譲渡し、シダックスアイはグループから離脱[10][11]。
- 2022年
  - 7月22日 - ユニゾン・キャピタル傘下のファンド保有のB種優先株式が普通株式に転換され、同ファンドが筆頭株主となる[12]。
  - 10月31日 - オイシックス・ラ・大地が筆頭株主となり（後述）、同社の持分法適用関連会社になる[13]。
- 2023年
  - 6月16日 - 千葉県東金市の浅井病院で、提供した給食を食べた入院患者や職員ら２７人が下痢や腹痛を訴え、ウエルシュ菌による食中毒と断定される。[14]
  - 7月29日 - 高知市の養護老人ホームで施設で、提供した給食を食べた高齢者７人が下痢や発熱の症状を訴え、カンピロバクターによる食中毒と断定される。
  - 11月13日 - 同日から同年12月25日までの間、志太ホールディングスが本企業株式の非公開化を目的とした株式公開買付け（TOB）を実施[15][16]。
- 2024年
  - 1月5日 - 志太ホールディングスがTOBにより､議決権所有割合ベースで81.43%の株式を取得[17]。同日に志太ホールディングスが第三者割当増資を行い、オイシックス・ラ・大地が志太ホールディングス株式の66%を取得。オイシックス・ラ・大地が間接出資の親会社となる[18][19]。
  - 3月18日 - 東京証券取引所スタンダード市場上場廃止[1]。
  - 3月21日 - 株式併合により、志太ホールディングスの完全子会社となる。

## 本社・本店
本社所在地
東京都渋谷区神南1丁目12-10　シダックス・カルチャービレッジ
本店所在地
東京都調布市調布ヶ丘3丁目6-3

## グループ子会社
- シダックスコントラクトフードサービス株式会社 - 学生食堂、社員食堂を主体としたフードサービス事業を中心に行う[21]。
- シダックスフードサービス株式会社 - 病院、保育園・幼稚園、介護老人保健施設を主体としたフードサービス事業を行う[22]。
- シダックス・スポーツアンドカルチャー株式会社 - 本社のある渋谷シダックスビレッジ内のレンタルホールの管理及び運営[23]。
- 大新東株式会社 - 車両運行管理から社会サービス業務まで、現場業務一括受託（アウトソーシング）を行う。乗合バス・貸切バスの運行も行っている[24]。シダックスに買収され、2008年10月に完全子会社化された[5]。
- シダックス大新東ヒューマンサービス株式会社 - 地方自治体を顧客として様々な業務を受託し運営する[25]。公立学校の学校給食や公立図書館・児童館、道の駅など公共施設、修善寺虹の郷の運営受託など、その業務内容は多岐にわたる[26]。
- エス・ロジックス株式会社 - 給食や外食産業に利用する食材を、グループ会社などへ販売および物流管理を行う[27]。
- エス・アイテックス株式会社 - 顧客情報管理、ウェブサイト・スマートフォンアプリの開発・運営、デジタルマーケティングを行う[28]。
- シダックスオフィスパートナー株式会社 - 障害者雇用（身体・知的・精神）を行う特例子会社。事務作業の補助業務[29][30]。

### グループを離脱した会社

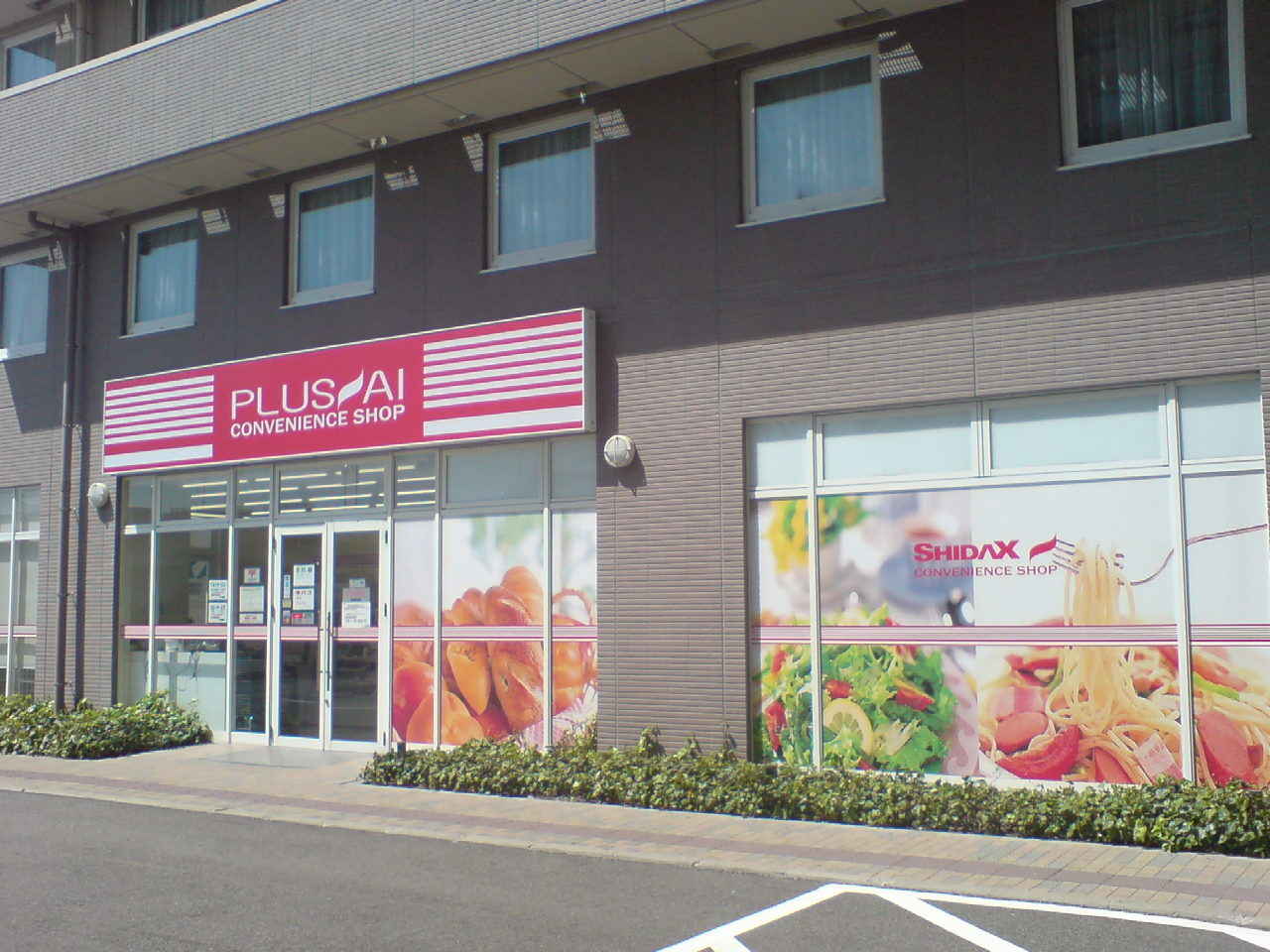
プラス・アイ（コンビニエンスストア）

- シダックス・コミュニティー[31] - 「レストランカラオケ SHIDAX」としてカラオケボックスの運営を行っていた。2018年5月30日に「カラオケ館」を運営するB&Vに事業売却されB&Vの連結子会社となる[8]。
- シダックストラベラーズコミュニティー - シダックス・コミュニティーが35%の株式を保有する持分法適用会社。2016年3月末に「レストランカラオケ SHIDAX」の赤字店舗を移管するため設立。シダックス・コミュニティーの事業売却と同時にグループ離脱[8]。
- シダックスアイ - 施設内売店事業を主体とする「株式会社コンビニエンスシダックス」として設立。コンビニエンスストア「プラス・アイ」などを運営。2020年3月31日、アインホールディングスへ事業譲渡しグループ離脱[11]。
- シダックスビューティケアマネージメント - 2020年9月30日に全株式譲渡しグループ離脱[32]。
- シダックス中伊豆ワイナリーヒルズ株式会社 - 静岡県伊豆市でワイナリー「中伊豆ワイナリー シャトーT.S」の運営、ワインなどの飲料の販売、宿泊施設の運営とそれに付随するサービスの提供などを行う[33]。自社のレストランやカラオケで提供されるワインはここで作られたものが出され、ワインのボトルには大きく「志太」と書かれている。

2022年4月1日にシダックスグーループより離脱し、連結子会社から除外され志太ホールディングス株式会社へ譲渡。

## 株主優待（現在は廃止）
2018年配当分より下記の株主優待券または自社製品（100株以上で2000円相当、500株以上で6000円相当）を選べるようになった。
「シダックス」ブランドで営業しているレストランカラオケに関しては、シダックス・コミュニティーのB&Vグループ入り後も継続して利用できる。「シダックス」から「カラオケ館」へ転換した店舗や、「シダックス」閉店と同時に他社へ譲渡された店舗では利用できない。
配布枚数は、100株以上で5枚、500株以上で10枚。1枚で税込み代金から540円の割引が受けられた。カラオケの飲食代やルーム代などにも利用できた。サービス券、シダックスギフトカード、各種クレジット会社系のギフトカードとも併用できた。利用枚数には制限があり、1ルームあたり5枚まで利用できた。釣り銭は出ない。
株主優待制度は2021年3月末日をもって廃止された。

## 経営権争奪戦
食品宅配専門スーパーなどを手掛けているオイシックス・ラ・大地（オイシックス）はシダックスの大株主であるユニゾン・キャピタル（ユニゾン）保有株取得を目的として株式公開買い付け（TOB）を行うことを2022年8月29日に発表した。ユニゾンが保有しているシダックス保有株の割合は27.02%であるため、本来はTOBを行う必要性はないが、オイシックスはユニゾンが「本株式異動は公開買付けを通じて行われるべきである」と相対取引による株式売買を拒否し、TOBによる株式売却を望んだことから今回の手続きに踏み切ったとしている。
公開買付価格はTOB発表時の終値（635円）よりも低い1株541円であり、異例のディスカウントによる公開買付けとなるが、オイシックスは既に創業家とユニゾンとの間で予め締結された株主間契約において、合意された金額であるためと主張している。
その後、シダックスは2022年9月5日に行われた取締役会において、本TOBに対し、反対決議を行い、敵対的TOBに発展する事態になった。同社によると食品関連事業などについて、第三者から株式の取得並びに協業の提案を受けているためとしている。なお、この決議は同社会長の志太勤一などの創業家がオイシックスとの連携を深める目的でユニゾンに対して、同社保有株をオイシックスに売却するように指名したことから利害関係者に当たるため、創業家出身者ら3名を除くシダックス取締役3人によって行われた。
2022年9月6日、ユニゾンはシダックス保有株に関して、シダックスの賛同表明などを条件とした上でオイシックスによるTOBに応募することを明らかにした。また、同日には前述の提案を受けていた第三者が外食大手のコロワイドであることが複数の報道機関によって判明した。同社は同年6月にシダックスに対して、給食受託事業などの買収を提案しており、買収金額もシダックスの株式時価総額（2022年9月6日終値ベースで約321億円）を上回る可能性があると報じられている。
2022年9月7日、オイシックスはユニゾンが保有しているシダックス株について、オイシックス以外の第三者への譲渡を禁じる仮処分命令を出すようにシダックス創業家が申し立て、東京地方裁判所がそれを認めたことを発表した。
2022年9月15日、コロワイドは「このまま買収提案を継続した場合、シダックス社内で混乱を招きかねない」として、シダックスに提案していた給食事業の買収案を前日14日付けで撤回したことを発表した。コロワイドによる買収提案を巡ってはシダックス創業者で同社取締役最高顧問の志太勤がJNN（TBSテレビ）とのインタビューにおいて、「コロワイドは我々と基本的に違う業種。やっぱり一緒にいても上手くいかないのでは」と難色を示していたほか、シダックスの労働組合執行部有志もコロワイドの買収に反対する書簡をシダックス取締役会に提出する事態になっていた。
2022年9月20日、オイシックスはコロワイドによる給食事業の買収提案撤回などを受けて、同月28日までとしていたTOBの期間を10月5日までに延長することを発表した。その後、オイシックスとシダックス両社の協議が進展したとして、TOBの期間を同年10月20日までに再延長することを同月5日に発表した。
2022年10月7日、シダックスはオイシックスとの間でTOB成立後に第三者のフィナンシャルアドバイザーを起用することや創業家とオイシックスから独立した特別委員会を設置することで合意したと発表した。これに伴い、シダックスはTOBへの意見表明を「反対」から「中立」に変更したことから、ユニゾンもオイシックスのTOBに応募する方針を明らかにした。また、オイシックスもシダックスとの合意に伴い、TOB期間を同月24日までに再延長した。
2022年10月25日、オイシックスは前日（同月24日）まで行われたTOBの結果を発表した。その結果、ユニゾンを含むシダックスの株主から約1558万株の応募があり、TOBが成立したことを発表した。これにより、応募株式全取得後のシダックス株式保有割合は28.47%となり、同社の筆頭株主になると共に同月31日付でオイシックスの持分法適用関連会社になることが発表された。
2022年11月28日、オイシックスとの間で資本提携契約を改めて締結した。同時に同社はシダックスの社外取締役候補として、オイシックス社長の高島宏平を指名したことを明らかにし、2023年1月24日開催の臨時株主総会において、高島を社外取締役に選任した。
2023年11月10日、オイシックスによる改めての買収の方針が明らかにされた。具体的には、創業家の資産管理会社である「志太ホールディングス」がマネジメント・バイアウト（MBO）の形で1株800円でのTOBを実施、実施後に第三者割当増資を行い、最終的にオイシックスがシダックス株式の66%を間接保有し連結子会社化する。シダックスの取締役会もこのTOBに対し「推奨」を行う意向を表明した。
2024年1月5日、志太ホールディングスがTOBによりシダックス株式の81.43%を取得するとともに、第三者割当増資によりオイシックスが志太ホールディングス株式の66%を取得。シダックスはオイシックスの連結子会社となった。